# Šibal Geľo
Šibal Geľo (ve slovenském originále Figliar Geľo) je komická opera o třech dějstvích slovenského skladatele a folkloristy Tibora Andrašovana. Libreto napsali Jela Krčméry-Vrteľová a Martin Ťapák podle známé komedie Jozefa Hollého (1879–1912) Geľo Sebechlebský z roku 1912. Premiéru měla 1. března 1958 ve Slovenském národním divadle v Bratislavě.

## Vznik, charakteristika a historie díla
Tibor Andašovan ve své první opeře – která je považována za první slovenskou komickou operu – zúročil své zkušenosti korepetitora, dirigenta a dramaturga opery a baletu ve Slovenském národním divadle (1946–1957) a vedoucího Slovenského ľudového umeleckého kolektívu (SĽUK, 1955–1957). Pokusil se přitom o tzv. lidovou zpěvohru přístupnou širokému obecenstvu, jak ji v 50. letech 20. století vyžadovala dobová kulturní politika (v českých zemích psal v tomto duchu např. Rudolf Kubín).
Libretisté původní příběh, satirizující živnostníky z malého města, kteří si chtějí za peníze pořídit společenskou prestiž, mírně upravili: zmenšili počet postav, což nahradil zapojením sboru, rovněž pozměnili motivaci hrdinů a zjednodušili zápletku. Andrašovan libreto zhudebnil „vcelku prostě, jednoduše, chtěje dosáhnout srozumitelného hudebního výrazu“ (Emil Ludvík). Kladl přitom důraz na melodické vedení pěveckých hlasů a jeho hudební invence která se opírá o prostředky slovenského folklóru, ba někdy i využívá původních lidových nápěvů. Orchestr má přitom především ilustrační a doplňkovou funkci. Andrašovanovi přitom nelze upřít smysl pro hudební vtip a humor.
Šibal Geľo v původním bratislavském nastudování, v němž titulní roli ztvárnil významný slovenský tenorista Bohuš Hanák, získal přiměřený úspěch u diváků a byl následně roku 1961 inscenován i v bratislavském studiu Československé televize. Hudební kritika však Andrašovanovu operu odkázala do oblasti hudebně-zábavního, operetního divadla; podle muzikologa a historika slovenské opery Igora Vajdy ji „za operu ... vlastně lze považovat jen proto, že téměř celý text je zhudebněný“.
Kritik L. Mokrý Šibala Geľa celkově zhodnotil takto: „Libreto ... je velmi krotká, zábavná komedie s řadou divadelně účinných komických situací (zčásti i postav), ale bez pronikavějšího sociálně-kritického zaměření... V Šibalovi Geľovi jsou postavy kresleny popisně, bez rozvíjení souvislejšího hudebního proudu. I charakter zápletek je rozvíjen způsobem tradičně operetním. Operetní je vlastně celá kompoziční faktura Šibala Geľa. Soudě podle tohoto díla, není melodická invence nejsilnější autorovou stránkou. Andrašovanovu většinou málo osobitou hudbu nelze charakterizovat lépe než německým termínem Kapelmeistermusik, tj. hudba komponovaná pod vlivem v duchu tradiční repertoárové hudby.“
Šibal Geľo po první bratislavské inscenaci již znovu žádným divadlem nastudován nebyl. Výraznějšího úspěchu v tomto ohledu dosáhl Andrašovan až následujícím již nepokrytě operetním dílem Pánská volenka (Štvorylka, 1960).

## Osoby a první obsazení
| osoba                                 | hlasový obor()                      | světová premiéra (1.3.1958)      |
| ------------------------------------- | ----------------------------------- | -------------------------------- |
| Alfonz Potocký, mistr pekařský        | bas buffo                           | Ferdinand Krčmář                 |
| Elena, jeho dcera                     | soprán                              | Anna Hornungová                  |
| Karolína, jeho sestra                 | mezzosoprán (alt)                   | Dita Gabajová                    |
| Geľo, jeho synovec, student           | baryton                             | Bohuš Hanák / Juraj Wiedermann   |
| Paľo Pletenák, tovaryš u Potockého    | tenor                               | Andrej Kucharský / Gustáv Papp   |
| Janko, pekařský učeň                  | soprán (kalhotková role)            | Miliča Mačuhová                  |
| Miško, pekařský učeň                  | alt (mezzosoprán) (kalhotková role) | Ľuba Baricová                    |
| Voňavka, řezník a uzenář              | tenor buffo                         | Alexander Baránek                |
| Poštmistr                             | baryton                             | Juraj Martvoň                    |
| Chrochmeľka, drbna                    | alt                                 | Janka Gabčová                    |
| MUDr. Metodej Zelenák                 | bas                                 | Václav Nouzovský                 |
| PhDr. Horácius Rubánus                | tenor                               | Janko Blaho                      |
| Hluchá                                | mezzosoprán (alt)                   | Lia Ambrosová / Mária Philipová  |
| Učňové, zákaznice, tanečníci na plese |                                     |                                  |
| Dirigent:                             | Dirigent:                           | Gerhard Auer                     |
| Režie:                                | Režie:                              | Miroslav Fischer                 |
| Choreografie:                         | Choreografie:                       | Martin Ťapák                     |
| Scéna:                                | Scéna:                              | Zbyněk Kolář                     |
| Kostýmy:                              | Kostýmy:                            | Radoslava Mikulová, Zbyněk Kolář |

## Děj opery
Odehrává se na malém slovenském městě před první světovou válkou.

### 1. dějství
(Pekárna mistra Alfonze Potockého) Časně ráno pohání pekařský tovaryš Paľo Pletenák do práce učně Janka a Mišku, pak se ale dává do zamilovaného hovoru s Elenkou, dcerou mistra Potockého, která jim přináší snídani. To přicházející pan mistr nerad vidí, než se však stačí na mladý pár řádně obořit, odpoutají jeho pozornost nejprve nezbednosti obou učňů a následně i houf zákaznic přicházejících pro čerstvý ranní chléb. Mistrova sestra Karolína jim otevírá a obsluhuje je, vyměňujíc si s nimi nejnovější klepy; jako obvykle nejlépe informovaná je vyhlášená drbna Chrochmeľka. Ženské osazenstvo zmizí tak rychle, jak se objevilo, když zazní řízný vojenský pochod a všechny se běží podívat na vojáky. Zůstal by jen řezník a uzenář Voňavka, jenž by se také rád ucházel o Elenku, ale rozmrzelý mistr Potocký ho místo toho odvádí na pivo.
Paľo a Elenka mají opět chvilku pro sebe, brzy je ale vyleká nový příchozí. Nejprve mají za to, že se vrací pan mistr, ale je to jen jeho synovec, student Geľo, který přijel ke strýci Alfonzovi a tetičce Karolíně na prázdniny. Slibuje Paľovi a Elence, že se za ně u strýce zasadí. Geľo sám přijímá řezníka Voňavku, který u něj zanechává milostný dopis pro Elenku. Geľo jej ale předává raději tetě Karolíně, která jej přijímá s překvapením a s libostí o to větší, že si na Voňavku sama dávno myslí.
Konečně vítá Geľa i pán domu a ihned se budoucímu vzdělanci svěřuje se svými záměry: pro Elenku není jako ženich přijatelný nikdo, kdo není doktor! Kde ho ale na malém městě jen tak vzít. Geľo strýci radí, aby podal inzerát do Národní politiky: o hezkou a bohatou nevěstu bude jistě mezi doktory zájem. Strýc se nápadu ihned chopí. Vyruší je dav rozzuřených žen v čele s Chrochmeľkou, která našla v chlebu švába. Mistr Potocký se jich jen stěží zbaví a v šibalovi Geľovi klíčí plán, jak všechny tyto hloupé měšťáky trochu vytrestat.

### 2. dějství
(Parádní pokoj mistra Potockého) Mistr pekařský se zalíbením pročítá svůj inzerát. Ten se neminul účinkem, protože vzápětí přináší listonoš první odpovědi. Mezitím Geľo upokojuje mladé milence, kteří mu vyčítají zradu, a dále rozvíjí milostné nedorozumění mezi pannou Karolínou a řezníkem Voňavkou.
Objevuje se první uchazeč o ruku slečny Elenky, MUDr Metodej Zelenák, a podrobuje Potockého příbytek ihned hygienické inspekci. Vzápětí dorazí PhDr. Horácius Rubánus. Jelikož oba hledí na svět výlučně prizmatem své vědy, není divu, že se brzy dají do hádky tak učené, že ji dokáže přetnout až třetí kandidát na ženicha, rázný ružomberský advokát JUDr. Dolianský. Využívaje první chvíle, kdy učeným nápadníkům jeho dcery dojde dech, zve mistr Potocký všechny na městský majáles, kde hodlá ohlásit Elenčiny zásnuby.

### 3. dějství
(Taneční sál na radnici) Dámy na plese si opět vyměňují klepy, mezi nimiž zaujímají podrobnosti námluv u Potockých nejčestnější místo. Od Elenky se netrhnou její tři doktoři a střeží ji tak důkladně, že ani Voňavka se jí nemůže přiblížit a chtě nechtě tančí s Karolínou. Volky nevolky následují své manželky do tance i ostatní pánové, kteří by se jinak raději drželi džbánku.
Paľo s ostatními mládenci si v bujarém tanci tropí šprýmy z doktorů. Ti se však soustředí na soupeření o Elenčinu ruku a nakonec vyhlašují dámskou volenku, aby si dívka konečně vybrala – Elenka však zamíří k Paľovi. Rozzlobený otec dává rázně ohlásit Elenčiny zásnuby s jím zvoleným ženichem, doktorem Dolianským. Ten ale právě kdesi zmizel a do sálu přibíhají za zvuků střelby detektivové hledající proslulého podvodníka vydávajícího se za advokáta.
Mistr Potocký i s dcerou jsou v očích městečka blamováni a Geľo – který se tu zničehonic objevil – strýci radí, aby si pověst zachránil tím, že nabídne Elenku Paľovi. Mezitím si Karolína a Voňavka konečně objasní nedorozumění, ukáže se však, že se Voňavka naučil opětovat Karolíniny city. Všemi horečně hledaný doktor Dolianský se konečně objeví a odhazuje přestrojení – skrýval se pod ním Geľo, který se dobře pobavil na účet měšťácké společnosti.

## Instrumentace
Tři flétny (jedna též pikola), tři hoboje (jeden též anglický roh), tři klarinety (jeden též basklarinet), tři fagoty (jeden též kontrafagot); čtyři lesní rohy, tři trubky, tři pozouny, tuba; tympány, bicí souprava; harfa, celesta, xylofon, vibrafon; klavír; smyčcové nástroje (housle, violy, violoncella, kontrabasy).
Nebo: tři flétny, dva hoboje, tři klarinety, tři fagoty (jeden též kontrafagot); čtyři lesní rohy, tři trubky, tři pozouny, tuba; tympány, bicí souprava; dvě harfy, celesta; smyčcové nástroje (housle, violy, violoncella, kontrabasy).